# Рагнахар
Рагнахар (д/н — між 491 та 510) — король Камбре (камбрейських франків).

## Життєпис
Походив з династії Меровінгів. Стосовно батька існує дискурс: за різними версіями ним був Генніод або Хільперік, брат короля Хільдеріка I, за ще однією з версій — Сігемер, але він належав до ріпуарських франків, що не поєднується з історичним фактом, згідно якому Рагнахар був одним з салічних франків. Ймовірно засновником королівства Камбре був батько Рагнахара. Сам Рагнахар посів трон між 470 та 480 роками. Ймовірно за традицією розділив панування з молодшими братами Ріхером і Рагномером.
У 484 році вступив в союз з родичем Хлодвігом I, разом з яким у битві при Суассоні 486 року завдав повної поразки галло-римському правителю Сіагрію. В результаті отримав частину володінь останнього. Втім надалі не виявляв бажання вести війни. Згідно з Григорієм Турським вів розгульне життя, заслуживши презирство підданих своїм гомосексуальним зв'язком з якимсоб Фарроном. Невдоволенням франків скористався Хлодвіг, що за різними версіями 489, 490 або 491 року рушив проти Рагнахара, якого майже без спротиву переміг.
Надалі за наказом Хлодвіга Рагнахара разом з братами було страчено (спочатку Рагнахара і Ріхера в Камбре, а потім Раномера — в Ле-Мані). Можливо між поваленням короля Камбре та його стратою відбувся певний проміжок часу, тому Григорій Турський вказує, що Рагнахар загинув у 510 році. До того ж дії Злодвіга відповідали б логіці: спочатку зміцнити владу на салічними франками, а потім виступити проти ріпуарських франків. Внаслідок цих дій Хлодвіг розширив свої володіння та заклав основу Франкського королівства.